# Симфонический оркестр Бретани

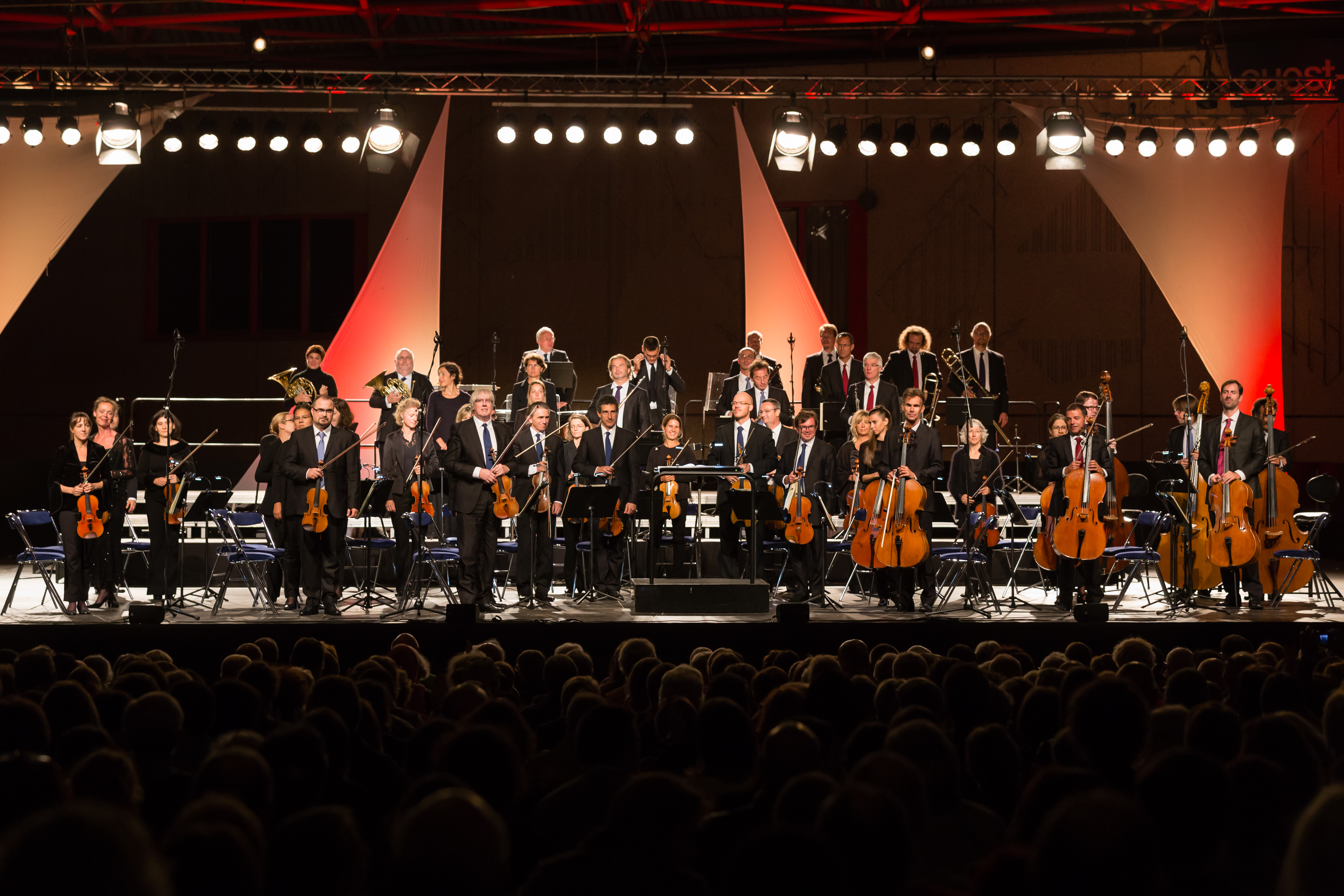
Симфонический оркестр Бретани выступает в Ренне (2014)

Симфонический оркестр Бретани (фр. Orchestre symphonique de Bretagne), до 2012 г. Оркестр Бретани — французский симфонический оркестр, базирующийся в Ренне. Основан в 1989 году на основе действовавшего с 1981 года Реннского оркестра.
Оркестр наряду с симфоническими концертами в различных городах Бретани обеспечивает работу Реннской оперы. В репертуаре оркестра наряду со стандартным репертуаром (особенно Моцартом, Бетховеном, Шуманом) занимают большое место композиторы, биографически и творчески связанные с регионом, — в том числе Поль Ле Флем, Ги Ропарц, Жан Крас. После реформы оркестра в 2012 году значительная часть программы строится на диалоге с неакадемической музыкой — в частности, с оркестром выступала Джейн Биркин, исполняя песни Сержа Гензбура, в репертуар вошли джазовые сочинения Дейва Брубека, и т. д. Как композиторы-резиденты с оркестром работали Эрик Танги, Тьерри Эскеш, Филипп Эрсан. В 2001 году Оркестр Бретани впервые гастролировал в США. С 2014 года действует собственная программа звукозаписи.

## Музыкальные руководители
- Клод Шницлер (1989—1995)
- Штефан Зандерлинг (1996—2004)
- Олари Элтс (2006—2011, музыкальный консультант)
- Даррелл Анг (2011—2015)
- Грант Ллевеллин (с 2015 г.)